# 유준 (사수여왕)
사수여왕 유준(泗水戾王 劉駿, ? ~ 기원전 11년)은 중국 전한의 황족 · 제후왕이다.

## 생애
사수근왕 유훤의 아들로, 아버지가 사수근왕 39년(기원전 42년)에 죽자 그 뒤를 이어 사수왕이 됐다.
사수여왕 31년(기원전 11년)에 죽어 아들 유정이 뒤를 이었다.

## 가계
- 사수근왕 유훤 (아버지)
  - 사수여왕 유준
    - 사수왕 유정 (아들)
    - 창양후 유패

유패는 영시 4년(기원전 13년) 5월 무신일에 후로 봉해졌고, 시건국 원년(9년)에 신나라가 한나라를 대신하면서 작위를 잃었다.